# Sézane
Pour les articles ayant des titres homophones, voir Sézanne et Cézanne.
Sézane est une marque de mode française créée en 2013 par Morgane Sézalory. Le siège social se situe à Paris et la marque est exploitée par la société Benda Bili.

## Histoire
Morgane Sézalory, la fondatrice de la marque, commence sa carrière en vendant sur eBay des vêtements qu’elle personnalise. En 2008, elle crée les Composantes, une boutique en ligne, sur laquelle elle propose une sélection de pièces chinées, customisées ou créées par elle. Le site ne permettant de mettre en vente que 100 pièces à la fois, elle décide de vendre des collections capsules très limitées, sur rendez-vous via inscription à une newsletter.
Elle fonde Sézane en 2013, une marque de mode française 100 % digitale.
En 2016, Sézane lance sa marque pour hommes « Octobre Éditions ».
En 2018, la marque est principalement vendue en ligne, où elle réalise 90 % de ses ventes pour un chiffre d'affaires total de 80 millions d'euros et 150 employés,.
La marque « Les Composantes » est relancée en 2023.
En 2022, Sézane est condamnée par l'Instituto Nacional de los Pueblos Indígenas (INPI) mexicain pour utilisation abusive et exploitation de l'image des femmes autochtones. Morgane Sézalory présente ses excuses via un message Instagram.
En septembre 2022, la direction rapporte livrer plus de 1,5 million de commandes par an.

## Boutiques
En 2015, la marque ouvre sa première boutique, appelée « L'Appartement », à Paris. Elle est présente dans une dizaine d'adresses à Paris, Aix, Lille, Bordeaux, Lyon, Londres, New York, Los Angeles et San Francisco ainsi que dans des Appartements éphémères,.

## Collaborations
Sézane collabore avec plusieurs marques : G-Kero depuis 2015, Holiday Magazine en 2017, Bonton en 2018, Bobo Choses en 2019, Séphora en 2020t, K-way, Castelbajac en 2021, Inoui Editions en 2022, ou encore SEA New York et Farm Rio en 2023.
La marque collabore également avec des artistes : Inès Longevial, Geoffroy Pithon, Sasha Podgurska et Maia Bunge.

## Principaux actionnaires
En 2015, un fonds d'investissement, Summit Partners, prend une participation dans l'entreprise. En 2018, le fonds General Atlantic reprend la participation de Summit Partners dans l'entreprise.
En septembre 2022, le fonds d'investissement Téthys Invest prend une participation dans Sézane.